# جانریکو تدسکی
جانریکو تدسکی (به انگلیسی: Gianrico Tedeschi) (زاده ۲۰ آوریل ۱۹۲۰ – درگذشته ۲۷ ژوئیه ۲۰۲۰) بازیگر ایتالیایی بود.
از فیلم‌های او می‌توان به بازی در فرانکشتاین به سبک ایتالیایی – مرا بگیر، شکنجه‌ام کن، چون دچار عشق سوزانم!، سیه‌پر نر، کارتاژ در شعله‌های آتش، دکتر جکیل و بانوی مهربان، سکس با لبخند ۲ و هیولا اشاره کرد.